# Lee Yong-jae
Dans ce nom, le nom de famille, Lee, précède le nom personnel.
Lee Yong-jae (en coréen : 이용재), né le 8 juin 1991, est un footballeur sud-coréen évoluant actuellement au Fagiano Okayama au poste d'attaquant.

## Biographie

### En club

#### Des débuts difficiles
Surnommé Kotminam en Corée du Sud (« beau garçon » en coréen), Lee Yong-jae se prend de passion pour le football à la suite de la performance de l'équipe de Corée du Sud à la Coupe du monde en 2002.
Il s'envole dès ses 16 ans pour l'Angleterre et pose ses valises au centre de formation de Watford. Mais la législation anglaise exigeant aux étrangers de disposer d'un contrat de travail il ne peut jouer avec l'équipe première que lors des matches amicaux. Il déclare à propos de cette époque « Ça m'a fait un peu de peine, c'était des moments assez difficiles pour moi en tant que joueur. Mais depuis que je suis ici mon rêve commence à grandir. ».

#### FC Nantes
Son agent l'envoie alors passer un essai au FC Nantes à l'été 2009, après 15 jours le club décide de le conserver. Lee Yong-jae a surtout impressionné les nantais par sa vitesse que l'entraîneur de l'époque, Gernot Rohr, qualifie de « spectaculaire », Mathieu Bideau, responsable de la cellule de recrutement des jeunes, déclare qu'il « va à 2 000 à l'heure, et donne tout en permanence ». Son ancien coéquipier Lionel Carole se rappelle d'un « très bon attaquant, qui fait beaucoup d'appels [et qui] n'arrête jamais ». 
Il s'entraîne très vite avec l'équipe première tout en jouant avec l'équipe des moins de 19 ans, qu'il emmène en demi-finales de la Coupe Gambardella en marquant consécutivement lors des seizièmes, huitièmes et quarts de finale.
Le 9 août 2010, il dispute son premier match professionnel, sous les ordres de Baptiste Gentili, en étant titularisé lors de la première journée de Ligue 2 face au Mans FC (défaite 0-2). Il inscrit son premier but le 22 octobre 2010 lors de la 12e journée face à la Berrichonne de Châteauroux (match nul 1-1).
Le 24 novembre 2012, après deux ans sans inscrire de but, il marque son premier but de la saison face à l'AJ Auxerre en toute fin de match (victoire 2-0).
En juin 2013, malgré la promotion du FC Nantes en Ligue 1 il n'est pas conservé.

#### Red Star
Libre de tout contrat, le 2 août 2013, Lee Yong-jae  signe en faveur du Red Star.

#### En J. League
Malgré une saison correcte il n'est pas conservé, il quitte la France et l'Europe pour le Japon. Il joue d'abord au V-Varen Nagasaki puis au Kyoto Sanga. En 2018, il est transféré au club pensionnaire de J League 2, le Fagiano Okayama. Il subit une longue blessure lors de sa première saison qui le tient éloigné des terrains durant quelques mois.  

### En sélection
En 2007, Lee Yong-jae participe à la coupe du monde des moins de 17 ans en Corée du Sud. Il prend part à une rencontre et la Corée du Sud est éliminée dès la phase de poules.
En 2011, il est éliminé en huitièmes de finale par l'Espagne avec la Corée du Sud lors de la Coupe du monde des moins de 20 ans. Il participe à l'ensemble des matches de son équipe cette fois-ci.

## Statistiques
| Saison                | Club                  | Championnat           | Championnat | Championnat | Coupe nationale | Coupe nationale | Coupe de la Ligue | Coupe de la Ligue | Total | Total |
| Saison                | Club                  | Division              | M.          | B.          | M.              | B.              | M.                | B.                | M.    | B.    |
| 2010 – 2011           | FC Nantes             | Ligue 2               | 26          | 2           | 5               | 2               | 0                 | 0                 | 31    | 4     |
| 2011 – 2012           | FC Nantes             | Ligue 2               | 3           | 0           | 1               | 0               | 1                 | 0                 | 5     | 0     |
| 2012 – 2013           | FC Nantes             | Ligue 2               | 10          | 1           | 3               | 0               | 1                 | 0                 | 14    | 1     |
| Sous-total            | Sous-total            | Sous-total            | 39          | 3           | 9               | 2               | 2                 | 0                 | 50    | 5     |
| 2013 – 2014           | Red Star              | National              | 3           | 0           | 0               | 0               | -                 | -                 | 3     | 0     |
| Sous-total            | Sous-total            | Sous-total            | 3           | 0           | 0               | 0               | -                 | -                 | 3     | 0     |
| Total sur la carrière | Total sur la carrière | Total sur la carrière | 42          | 3           | 9               | 2               | 2                 | 0                 | 53    | 5     |